# Lâmede
Lâmede, lamede ou lamed ou lamedh (ל), é a décima segunda letra de vários abjads semíticos, assim como o lam  do alfabeto árabe e o 'ʾlãmed do alfabeto fenício.
Do alfabeto fenício, para o alfabeto grego deu a raíz a letra lambda.